# Sophie de Quay
Sophie Loretan, dite Sophie de Quay, est une auteure-compositrice-interprète suisse, née le 1er août 1990 à Sion,,,,.
Chantant en français, en anglais, en mandarin et parfois dans les langues d’autres pays qu’elle visite lors de ses tournées internationales (roumain, espagnol, japonais), elle développe un style de musique Pop (musique) tout en puisant des influences dans l’Electro, ainsi que dans la musique du monde, dont certains sons sont ramenés de ses nombreux séjours à l'étranger.
Avec son binôme Simon Jaccard, elle sort deux albums studio autoproduits : Drop the Mask (2018) et Y (2021) ; ainsi que trois EPs : Début EP (2017), The Essence of Y (2022) et Soleil intérieur (2023) diffusés sur les radios suisses, belges et françaises.

## Biographie
Sophie Loretan naît le 1er août 1990 à Sion en Valais. Elle est la fille de Raymond Loretan (1955-), diplomate et homme politique suisse, et de Carol de Quay, comédienne.
Sophie Loretan écrit depuis toute petite. Elle est décrite comme "une plume humaniste qui dénonce l’injustice, qui emmène aux 4 coins de la Terre, qui parle d’amour, de la beauté du monde et de sa folie". Un monde qu’elle parcourt depuis l’enfance, suivant les missions professionnelles de son père. À 7 ans, elle part avec sa famille à Singapour et développe cette passion du chant grâce au Karaoké, activité de prédilection des singapouriens. À 12 ans, elle emménage à New York et découvre le monde de la comédie musicale à travers ses études au Lycée français de New York. Elle obtient des rôles principaux et fait ses premiers pas sur scène. En parallèle, elle prend des cours de chant avec la coach Tina Shafer (en) (coach de Céline Dion, Avril Lavigne, etc).
De retour en Suisse, Sophie Loretan intègre « Les Ateliers du Funambule » créés par Eliane Dambre : elle suit des cours de danse, d’expression scénique avec Antony Mettler, de chant avec Robin de Haas, de solfège et d’écriture avec Nicolas Hafner. Elle se produit sur scène en soliste ou à plusieurs. Elle fait également partie de la troupe de théâtre du « Théâtre des Salons » à Genève et joue dans plusieurs pièces (Festen, etc) sous la direction du metteur en scène Alain Carré. Elle rencontre l’artiste Pascal Auberson qui devient son parrain de cœur avec qui elle apprend à repousser ses barrières artistiques tout en travaillant la musique et l’expression musicale.
À 18 ans Sophie Loretan obtient avec mention un baccalauréat littéraire au Collège du Léman à Versoix. Elle intègre la filière de chant professionnel à l’école ATLA (École des musiques actuelles) à Paris pour une année. Passionnée par l’Asie, elle passe ensuite une année à l’Université de Genève en sinologie où elle apprend le mandarin.
En 2008 elle représente la Suisse au Bal des Débutantes à Paris et défile dans une robe signée Stéphane Saunier.
Parallèlement à ses études, Sophie Loretan enregistre ses premières compositions au « One Music Studio » avec Christophe Duc et John Woolloff (guitariste de Catherine Lara, de Patrick Bruel, etc.). Elle obtient le diplôme de l’École Hôtelière de Genève et part seule une année à Shanghai faire un stage dans un hôtel. Elle prend des cours intensifs de mandarin à la Shanghai Jiao Tong University.
Dans le no 9(2023) de "Off magazine", Buche (dessinateur) a mis en image le parcours de Sophie de Quay.
Sophie Loretan épouse Simon Jaccard le 31 août 2024 en Valais.

## Parcours musical du groupe Sophie de Quay
Repérés en 2016 par François Barras, l’Ambassadeur de Suisse au Liban, lors de leur premier concert en duo, Sophie Loretan et Simon Jaccard partent à Beyrouth en avril 2016 pour leur première tournée. C’est à la suite de ce voyage qu’un premier EP de 5 titres est enregistré.
Entre 2016 et 2021 le groupe se nommait « Sophie de Quay & the WaveGuards » : un trio entre Sophie Loretan, Simon Jaccard et le bassiste Tim Verdesca.
Sophie Loretan et Simon Jaccard parcourent le monde pour présenter leur musique : à New York (Mondo Festival et différents clubs, dont le Bitter End), en Inde, à Singapour (Music Matters Festival), au Japon où ils représentent la Suisse aux Fêtes de la Francophonie, en Roumanie (sélectionnés pour représenter la Suisse au Festival Georgiu Grigoriu et pour jouer également aux Fêtes de la Francophonie), en Espagne, à Paris (La Boule Noire), en Pologne (Festival les Nuits du Monde).
Séduit par leur album Drop The Mask, le chanteur Patrick Bruel invite Sophie de Quay pour un duo au Caribana Festival en 2018,.
Pendant le confinement dû à la Covid 19 en 2020, Sophie Loretan et Simon Jaccard créent le Collectif d’artistes « De l’un à l’autre » qui réunit des artistes de toutes les régions suisses romandes. Ensemble ils composent Et si la vie était belle et De l’un à l’autre,.
En septembre 2021 Sophie de Quay sort l’album Y et le duo repart sur la route avec des concerts en Suisse, à Paris, en Pologne, en Turquie et en Roumanie.
La chanson Parce que t’es là est sélectionnée parmi des milliers de candidatures pour être présentée au « Côte d’Or Festival Song » à Dijon en 2022. La soirée est diffusée en direct sur France 3 Bourgogne Franche-Comté.
En 2022, Sophie de Quay sort un EP acoustique, The Essence of Y comprenant 4 chansons de l’album Y totalement revisitées, dont un featuring sur la chanson Tell me Y avec le rappeur Kala.
Toujours en 2022, Sophie de Quay crée une chanson basée sur un poème écrit par l’artiste peintre afghane Sahar Rezai, réfugiée en Valais, la terre natale de Sophie Loretan.
En février 2023 Sophie de Quay chante à l'Auditorium Stravinsky en première partie de I Muvrini, un groupe de chanteurs corses. Le concert a été diffusé en direct sur Option Musique.
En mai 2023 le groupe Sophie de Quay fait une tournée de 13 concerts en Chine,,.
En septembre 2024, le groupe Sophie de Quay fait une tournée de 4 concerts en Azerbaïdjan.

## Discographie

### Albums studio
- 2018 : Drop the Mask
- 2021 : Y

### EPs
- 2017 : Début EP
- 2022 : The Essence of Y
- 2023 : Soleil intérieur

### Singles
- La Valse du trottoir
- Parce que t’es là
- À l’aube de mes 30 ans
- Tes Yeux
- Amour Amer
- Building Bridges
- Rooftop
- Perfect Young Lady
- Show me the world
- Avant l'automne
- Mes espaces libres

## Ambassadeur
Le groupe Sophie de Quay est ambassadeur de la Fondation Ciao Kids avec qui il est parti en Inde en 2019 pour aller à la rencontre du peuple Adivasis,.
Sophie est ambassadrice pour la marque BMW en Suisse avec la concession DIMAB.